# Eptesicus bobrinskoi
Eptesicus bobrinskoi é uma espécie de morcego da família Vespertilionidae. Pode ser encontrado apenas no Cazaquistão, nas regiões do Mar de Aral, Malyje Barsuki e Betpakdala. Os registros do norte do Cáucaso (Ossétia do Norte), Uzbequistão, Turcomenistão e Irã são aparentemente errôneos, baseados em espécimens juvenis de Eptesicus nilssonii.